# Михайлюк, Александр Степанович
Александр Степанович Михайлюк — участник Великой Отечественной войны, кавалер ордена Славы трёх степеней. Пулемётчик 12-го гвардейского стрелкового полка 5-й гвардейской стрелковой дивизии, 11-й гвардейской армии, 3-го Белорусского фронта, гвардии старший сержант.

## Биография
Родился 15 марта 1925 года в Полтаве в семье рабочего. Украинец. Окончил 7 классов. В Красной армии с 28 сентября 1943 года. Призван Полтавским ГВК, Украинская ССР, Полтавская область, г. Полтава. В боях Великой Отечественной войны с июня 1944 года.
Пулемётчик 12-го гвардейского стрелкового полка 5-й гвардейской стрелковой дивизии, 11-й гвардейской армии, 3-го Белорусского фронта, гвардии рядовой Михайлюк 30.6.1944 г. в уличных боях за г. Борисов (Белоруссия) огнём пулемёта поддерживал наступающую пехоту. Переправившись через р. Березина, помог подразделению овладеть траншеей противника. Уничтожил до 20 вражеских солдат. 17.7.1944 г. награждён орденом Славы 3 степени.
14.7.1944 г. Михайлюк в составе группы захвата форсировал на плоту р. Неман западнее г. Алитус (Литва), пулемётной очередью подавил огневую точку врага и истребил около 50 гитлеровцев. При отражении контратаки уничтожил свыше 10 гитлеровцев. В ближнем бою трофейными гранатами вывел из строя ещё 15 солдат. Командир 12-го гв. сп подполковник Титов представил отважного пулемётчика к званию Герой Советского Союза. 
23.9.1944 г. награждён орденом Славы 2 степени.
7.4.1945 г. гвардии старший сержант Михайлюк при штурме г. Кёнигсберг (ныне Калининград) из пулемёта подавил 3 огневые точки противника, чем обеспечил продвижение нашей пехоты вперёд. 29.6.1945 г. награждён орденом Славы 1 степени.
За штурм Пиллау награждён медалью За отвагу.
В 1950 году уволен в запас. Жил в г. Находка Приморского края. Работал бригадиром слесарей в строительно-монтажном управлении судоремонтного завода. 
Умер 13 октября 1977 года в городе Находка Приморского края.

## Награды
- Орден Славы I степени[3]
- Орден Славы II степени[1]
- Орден Славы III степени[4]
- Медаль За отвагу[2]
- Медаль За отвагу
- Медаль «За победу над Германией в Великой Отечественной войне 1941—1945 гг.»
- Медаль «Двадцать лет победы в Великой Отечественной войне 1941—1945 гг.»
- Медаль «Тридцать лет победы в Великой Отечественной войне 1941—1945 гг.»
- Медаль «За трудовую доблесть»
- Медаль «В ознаменование 100-летия со дня рождения Владимира Ильича Ленина»

## Память
- Имя Героя высечено золотыми буквами в зале Славы Центрального музея Великой Отечественной войны в Парке Победы города Москвы.